# Iljusjin Il-86
Iljusjin Il-86 är ett fyrmotorigt jetflygplan designat av Iljusjin. Flygplanstypen, som flög första gången 1976, används mest som passagerarflygplan och tillverkades i 106 exemplar. Det sista tillverkades 1995. Planet kan ta upp till 350 passagerare och är det största ryskbyggda passagerarflygplanet. Typen har några speciella konstruktionslösningar, som möjligheten för passagerare att lämna sitt bagage i ett utrymme ombord innan de stiger upp i passagerarkabinen och den har tre inbyggda trappor för av och påstigning. Det senare är bra vid trafikering av flygplatser med begränsad infrastruktur.
IL-86 uppfyller inte ICAO:s regler angående ljud- och avgaskrav, så den får inte flyga inom EU och andra områden där ICAO nivå 3 gäller, med undantag för VIP-transporter av officiella personer i tjänst.
Flygbolag som använt IL-86 är Aeroflot, Armenian International Airways, Atlant-Sojuz Airlines, China Xinjiang Airlines, Kras Air, Pulkovo, Sibir Airlines, Uzbekistan Airways och Vnukovo Airlines.